# Fredericus Nijsingh

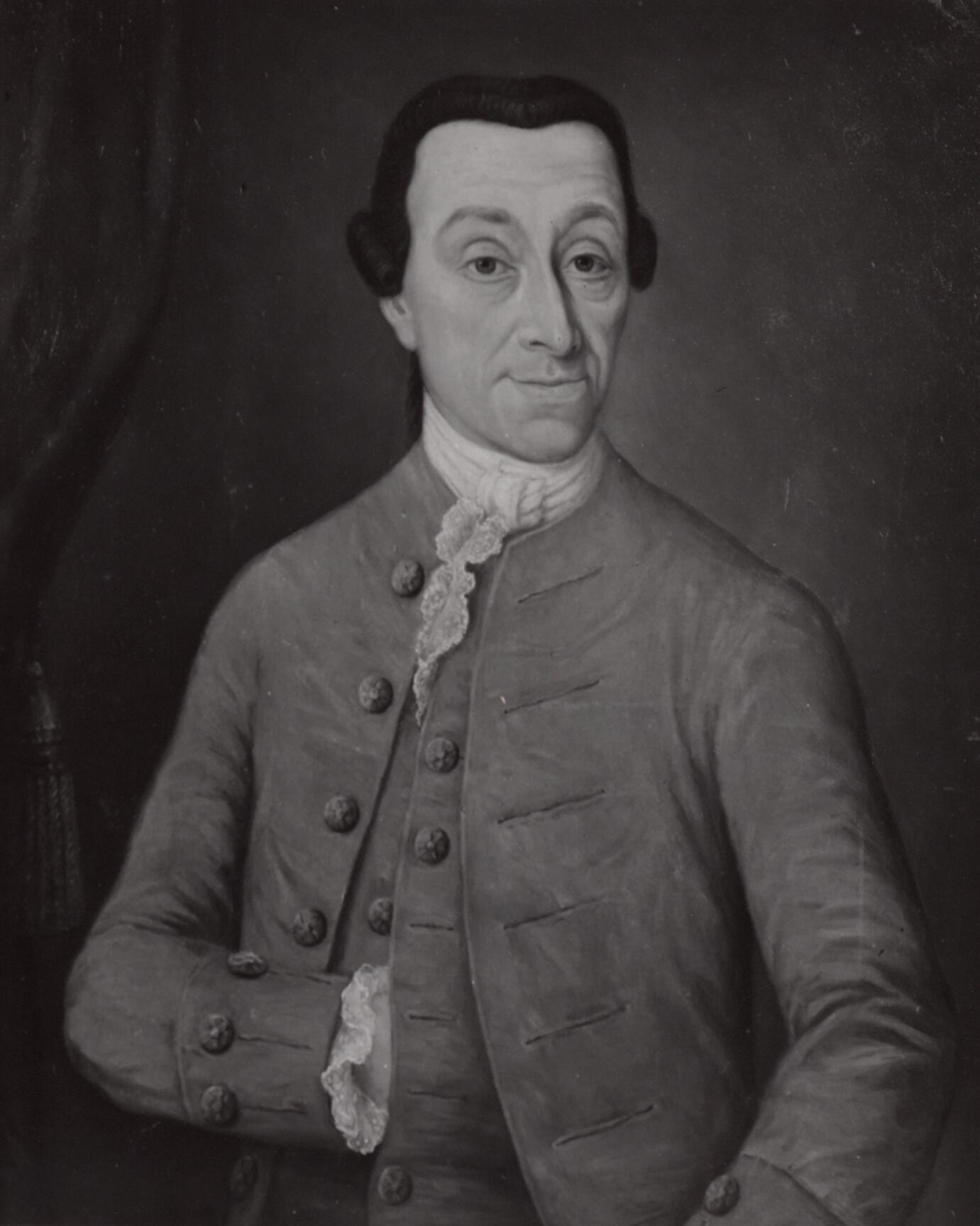
Fredericus Nijsingh, schulte van Westerbork (1731-1811)

Fredericus Nijsingh (Westerbork, 11 mei 1731 -  Steenwijk, 4 november 1811) was een Nederlandse schulte.

## Leven en werk
Nijsingh was een zoon van de schulte van Westerbork Hendrik Nijsingh en Aaltien Oldenhuis. Van vaderszijde waren al zijn voorvaders in rechte lijn schulte van Westerbork geweest. Zijn oudst bekende voorvader Luitge Nijsingh werd in 1566 door Eigenerfden en Ridderschap van Drenthe aangesteld tot schulte van Westerbork en in 1575 door Filips II.
Nijsingh studeerde rechten aan de universiteit van Groningen. In 1754 volgde hij zijn vader Hendrik Nijsingh op als schulte van Westerbork. Hij gaf echter de voorkeur aan een militaire loopbaan. Hij werd in 1765 vaandrig en werd als schulte van Westerbork opgevolgd door zijn jongere broer Jan Tijmen. Hij woonde achtereenvolgens in Hoogeveen, vanaf 1777 in Dwingeloo (op de havezate Westrup) en vanaf 1784 in Steenwijk, waar hij in november 1811 op 80-jarige leeftijd overleed.